# Urophora phalolepidis
Urophora phalolepidis is een vliegensoort uit de familie van de boorvliegen (Tephritidae). De wetenschappelijke naam van de soort is voor het eerst geldig gepubliceerd in 1991 door Merz & White.